# Port de Seattle
Le port de Seattle est situé à Seattle, créé en 1911. Il est un des ports principaux de la côte ouest des États-Unis.